# Volo United Airlines 2860
Il volo United Airlines 2860 era un volo cargo nazionale negli Stati Uniti da San Francisco, California, a Chicago, Illinois, con uno scalo intermedio aggiunto a Salt Lake City, nello Utah. Il 18 dicembre 1977, operato da uno dei Douglas DC-8 Jet Trader della compagnia aerea, codice di registrazione N8047U, il volo era entrato in un circuito di attesa nello Utah e si schiantò contro una montagna dei Monti Wasatch vicino a Fruit Heights. Tutti e tre i membri dell'equipaggio, gli unici occupanti dell'aereo, morirono nell'incidente.

## Riassunto degli eventi
Sabato 17 dicembre 1977, il volo United Airlines 2860 partì da San Francisco alle 23:17 PST (00:17 MST). L'equipaggio di tre uomini era composto dal capitano John Fender (49), dal primo ufficiale Phillip Modesitt (46) e dall'ingegnere di volo Steve Simpson (34). Lo scalo intermedio a Salt Lake City era stato aggiunto diverse ore prima. Quando il DC-8 era vicino a Salt Lake City, meno di un'ora dopo alle 01:11 MST, l'equipaggio comunicò via radio all'aeroporto che stavano riscontrando dei problemi elettrici e chiesero il nulla osta per avere un po' di tempo per comunicare con i tecnici della manutenzione della compagnia. Ricevettero l'autorizzazione e il volo entrò in un circuito d'attesa.
Per i successivi sette minuti e mezzo, mentre volavano intorno all'aeroporto, il Metroliner non era sintonizzato sulla frequenza di controllo dell'avvicinamento ed entrò in un'area pericolosa. Il volo contattato i tecnici della manutenzione informandoli che stavano avendo problemi elettrici e che diverse luci del carrello d'atterraggio non erano operative. Dopo aver discusso dei problemi con la manutenzione e aver deciso di contattare la torre per preparare un atterraggio d'emergenza, i piloti ristabilirono i contatti con la torre di Salt Lake City.
Il controllore in servizio si accorse della difficile situazione del volo 2860, ma non fu in grado di contattare i piloti fino a quando il DC-8 non tornò nel raggio della frequenza di avvicinamento. Il controllore comunicò al volo 2860 che erano troppo vicini al suolo alla loro destra, quindi di svoltare immediatamente a sinistra per risolvere il problema. Non ricevendo alcuna risposta, il controllore ripeté le sue istruzioni, e questa volta il volo 2860 rispose. Quindici secondi dopo, lo stesso controllore disse al volo 2860 di salire a 2.440 m (8.000 piedi). Il DC-8 riferì che stavano scendendo da 8.000 piedi a 6.000 (1.830 m). Undici secondi dopo, all'01:38, il volo si schiantò contro una cresta montuosa di 7.665 piedi (2.336 m) a 7.200 piedi (2.195 m).
L'ufficio dello sceriffo a Farmington riportò il suono di un'esplosione e la successiva frana uditi nel terreno circostante le montagne. Lo spedizioniere chiamò l'aeroporto per chiedere se un aereo fosse scomparso. Inizialmente dissero di no, ma altre domande rivelarono che si trattava di un aereo cargo. L'ufficio dello sceriffo organizzò una squadra di soccorso che scoprì i corpi e i detriti. I soccorsi dichiararono che non si era salvata alcuna parte dell'aereo più grande di una valigetta. L'"eco" dello schianto fu visibile sul fianco della montagna per diversi anni a venire.
Dei testimoni a Kaysville e Fruit Heights videro un aeroplano volare a bassa quota. Poco dopo, tutti videro un bagliore arancione a est, che continuò per tre o quattro secondi. Tutti i testimoni parlarono di pioggia nella zona, e molti la segnalarono come piuttosto forte. Tutti e tre gli occupanti del volo cargo persero la vita, e l'aereo fu totalmente distrutto.

## La causa
Il National Transportation Safety Board dedusse che la causa dell'incidente era stata "il rilascio da parte del controllore e la successiva accettazione da parte dell'equipaggio di condotta di un nulla osta incompleto e ambiguo". I piloti sono stati citati per la mancata adesione alle linee guida stabilite, per la mancanza di comunicazione e per la mancanza di aderenza alle procedure di attesa stabilite. I problemi elettrici dell'aereo sono stati citati come un fattore contribuente. Inoltre, il registratore di suoni della cabina di pilotaggio è risultato non operativo, impedendo alle indagini sull'incidente di identificare eventuali fattori aggiuntivi che portarono al disastro.